# Anstalten Kumla
Anstalten Kumla er et lukket fængsel, beliggende ved byen Kumla i Sverige. Kumla er Sveriges største og et af landets sikreste fængsler. Fængslet, som åbnede i 1965, har 463 pladser, og benyttes især til langtidsdømte.
Fængslet har et stort antal afdelinger, heriblandt Riksmottagningen, hvor alle, som er idømt fire års fængsel eller mere, undersøges inden de placeres i det svenske fængselsvæsen.
Christer Pettersson, der har været anklaget for Palmemordet, har siddet i fængslet.
I en periode i 1982 samtidig men den kriminelle Seppo T.
Seppo T påstod senere i 1997 at han der lærte Christer Pettersson at kende og senere skal have solgt den såkaldte Mockfjärd-revolver til ham.
Denne revolver var mistænkt som Palmes mordvåben.

## Personer der har været der
- Christer Pettersson
- Clark Olofsson
- Lars Tingström
- John Ausonius (Lasermanden)
- Lars-Inge Svartenbrandt
- Mats Rimdahl*Stig Bergling
- Ioan Ursut
- Mijailo Mijailovic
- Helge Fossmo
- Tony Byström
- Rahmi Sahindal (Fadime Sahindals far)
- Jackie Arklöv

## Ekstern henvisning
- Anstalten Kumla (Webside ikke længere tilgængelig)

## Henvisning
1. ↑  Paul Smith (2010). Den endelige opklaring. Forlaget Hovedland.

59°07′08.63″N 15°07′38.70″Ø / 59.1190639°N 15.1274167°Ø